# Pan Anatol szuka miliona
Pan Anatol szuka miliona – polski film fabularny z 1958 w reżyserii Jana Rybkowskiego, druga część trylogii filmowej mieszczącej również Kapelusz pana Anatola (1957) i Inspekcja pana Anatola (1959).
Plenery: Warszawa.

## Fabuła
Akcja filmu obraca się wokół niecodziennego wydarzenia: śliczna studentka ASP Iwona (Barbara Kwiatkowska), mieszkająca z babcią, wygrywa milion złotych na loterii. Uradowana dziewczyna nieopatrznie dzieli się szczęśliwą wiadomością z ludźmi na ulicy i akonto przyszłej fortuny postanawia zrobić pierwsze zakupy. Za „milionerką” ruszają tłumy ciekawskich, którzy na jej rachunek pustoszą sklepy. Wygranym przez Iwonę milionem bardzo interesuje się też zorganizowana na wzór amerykański szajka złodziei-dżentelmenów. Do akcji wkracza pan Anatol (Tadeusz Fijewski).

## Obsada
- Tadeusz Fijewski – kasjer Anatol Kowalski
- Barbara Kwiatkowska – Iwona Słowikowska
- Helena Makowska-Fijewska – Maniuśka, żona Anatola
- Maria Gella – babcia Iwony
- Andrzej Szczepkowski – szef bandy
- Kazimierz Opaliński – kasjer Rapaczyński
- Stanisław Jaworski – inspektor-major MO
- Stefan Bartik – „Gruby”, członek bandy
- Michał Szewczyk – Franek, członek bandy
- Ludwik Benoit – złodziej z Grójca
- Alina Jurewicz
- Jerzy Januszewicz
- Andrzej Krasicki – sprzedawca
- Celina Kubicówna
- Zdzisław Lubelski – konduktor w autobusie
- Ludmiła Łączyńska – sekretarka majora
- Sylwester Przedwojewski – sprzedawca w sklepie sportowym
- Teresa Watras-Koczanowicz
- Edward Wichura – wręczający trofeum na zawodach pływackich
- Edward Wieczorkiewicz
- Stanisław Woliński – dyrektor banku
- Bohdan Łazuka – kelner